# Реко
Реко (итал. Recco) је насеље у Италији у округу Ђенова, региону Лигурија.
Према процени из 2011. у насељу је живело 9680 становника. Насеље се налази на надморској висини од 11 м.

## Становништво
Према резултатима пописа становништва 2011. у општини је живело 10.106 становника.
| 1931. | 1936. | 1951. | 1961. | 1971. | 1981.  | 1991.  | 2001.  | 2011.  |
| ----- | ----- | ----- | ----- | ----- | ------ | ------ | ------ | ------ |
| 5.479 | 5.441 | 4.795 | 6.201 | 8.992 | 10.784 | 10.147 | 10.191 | 10.106 |

## Партнерски градови
- Понте ди Лењо